# Đại học Viên
Đại học Viên (Universität Wien) là một trường đại học công lập ở Viên, Áo. Được thành lập bởi công tước Rudolph IV vào năm 1365 và là trường đại học lâu đời nhất trong thế giới nói tiếng Đức. Với lịch sử lâu dài và phong phú của nó, Đại học Viên đã phát triển thành một trong những trường đại học lớn nhất ở châu Âu, và cũng là một trong những trường nổi tiếng nhất, đặc biệt là trong các ngành khoa học nhân văn. Trường có mối liên hệ với 17 người đoạt giải Nobel và đã là ngôi nhà khoa học của một số lượng lớn các số liệu cả hai có tầm quan trọng lịch sử và học thuật

## Lịch sử
Đại học Viên được thành lập vào ngày 12 tháng 3 năm 1365 bởi Rudolf IV, Công tước Áo, và hai người anh em của mình, các công tước Albert III và Leopold III, do đó thêm tên "Alma Mater Rudolphina". Sau Đại học Karl ở Praha và Đại học Jagiellonia ở Kraków, Đại học Viên là trường đại học lâu đời thứ ba ở Trung Âu và là trường đại học lâu đời nhất trong thế giới nói tiếng Đức. Nó được mô hình hóa theo trường Đại học Paris. Tuy nhiên, Giáo hoàng Urbanô IV đã không phê chuẩn hành động của nền tảng đó đã bị xử phạt bởi Rudolf IV, đặc biệt liên quan đến các bộ phận của thần học. Đây là có lẽ do áp lực của Karl IV của đế quốc La Mã Thần thánh, người muốn tránh cạnh tranh đối với trường Đại học Karl ở Praha. Cuối cùng Đức Giáo hoàng đã phê chuẩn trong năm 1384 và Đại học Viên đã được cấp tư cách của một trường đại học đầy đủ, bao gồm cả khoa Thần học Công giáo. Việc xây dựng trường đại học đầu tiên mở cửa vào 1385. Nó khá lớn và là rường đại học lớn nhất của Đế quốc La Mã Thần thánh, và trong quá trình ra đời của chủ nghĩa nhân văn trong giữa thế kỷ 15 là nơi học của hơn 6.000 sinh viên.